# ليني ودارد
ليني ودارد (بالإنجليزية: Lenny Woodard)‏ هو لاعب اتحاد الرغبي بريطاني، ولد في 2 أبريل 1976 في Croesyceiliog ‏ في المملكة المتحدة.